# زبان کاریا تار
زبان کاریا تار یکی از زبان‌های هندوآریایی است. این زبان، زبان شاخه‌ای از کاریاها است که مردمانی هستند که به صورت قبیله‌ای در خاور هند و بخش‌هایی از نپال می‌زیند. 